# Macrodactylus aeneus
Macrodactylus aeneus är en skalbaggsart som beskrevs av Kirsch 1885. Macrodactylus aeneus ingår i släktet Macrodactylus och familjen Melolonthidae. Inga underarter finns listade i Catalogue of Life.